# Немања Николић (певач)
Немања Николић (Дољевац, 23. август 1984) је српски поп-фолк певач, који је постао познат пошто је био у финалу телевизијског шоуа Звезде Гранда 2004. године.
Његове албуме издаје издавачка кућа Гранд продукција. Николић је завршио средњу Медицинску школу, пре него што је постао певач.
Учествовао је у ријалити програмима Двор и Парови.
Ожењен је, има ћерку и сина живи у Београду.

## Дискографија
Албуми
- Бебо моја (2005)
- Месече мој (2006)

Синглови
- Бебо моја (2005)
- Да се напијем (2005)
- Милион долара (2006)
- Пролеће без боја (2010) Гранд фестивал
- Ко чека тај дочека (2012) Гранд фестивал 2012.
- А ти срце (2017)
- 100 свирача (2018)
- Видовдан (2018)
- Ивина песма (2020)
- Срце старих боема (2021)
- Алкохоличар (2021)
- Ране моје (2022)
- Стари кестен (2024)